# Sven Benken
Sven Benken (* 20. April 1970 in Lauchhammer) ist ein ehemaliger deutscher Fußballspieler.

## Sportliche Laufbahn
Sven Benken setzte ab 1989/90 seine Karriere bei seiner ersten Gemeinschaft, der BSG Aktivist Brieske-Senftenberg fort, nachdem er 1988/89 für die Zweitvertretung der BSG Energie Cottbus seine ersten Schritte in der Cottbuser Bezirksliga im Männerbereich gemacht hatte. Mit der Kumpelelf aus Brieske gelang ihm im Frühjahr 1990 der Aufstieg in die zweitklassige Liga. In der letzten eigenständigen Saison des ostdeutschen Zweitligafußballs traf er in 27 Punktspielen zweimal für die nach Mauerfall und Wende in den FSV Glückauf Brieske-Senftenberg umgewandelte Betriebssportgemeinschaft.
Im Zuge der Zusammenführung von ost- und westdeutschem Fußball wurde der Verein 1991 in die drittklassige NOFV-Amateur-Oberliga eingruppiert und Benken spielte auf diesem Level bis 1994. Im Sommer 1994 folgte der Wechsel in die Regionalliga zum FC Energie Cottbus, mit dem er Mitte der 1980er-Jahre in der Juniorenoberliga gekickt hatte. In der Saison 1996/97 stieg er mit den Lausitzern in die 2. Bundesliga auf. Zusätzlich erreichte er das DFB-Pokalfinale gegen den VfB Stuttgart.
Nach dieser erfolgreichen Saison wechselte Benken in die 1. Bundesliga zu Werder Bremen. Bereits am ersten Spieltag, in einem Auswärtsspiel beim Karlsruher SC, gab er sein Erstligadebüt. Nachdem er bei den ersten vier Saisonspielen auf dem Platz gestanden hatte, kam er im Verlauf der Saison nur noch zu zwei weiteren Einsätzen. In der nächsten Saison absolvierte er 23 Ligaspiele. Am Ende der Saison gewann Benken mit Bremen den DFB-Pokal. Er kam dabei in der ersten Runde, im Achtel-, Viertel- sowie im Halbfinale zum Einsatz.
Kurz nach Beginn der Saison 1999/2000 wechselte er innerhalb der Liga zu Hansa Rostock. Benken kam auf 24 Saisoneinsätze und erzielte am 17. Spieltag mit dem 1:0-Endstand über den FC Schalke 04 seinen ersten Bundesligatreffer. In der folgenden Spielzeit kam er auf 22 Einsätze und erzielte erneut ein Tor. In der Saison 2001/02 kam er nur noch zehnmal zum Einsatz.
Im Anschluss war Benken ein Jahr vereinslos, ehe er im Sommer 2003 beim Dresdner SC unterschrieb. Hier blieb er ein Jahr. 2004 wechselte er schließlich in die Brandenburgische Landesliga zur SG Blau-Gelb Laubsdorf, mit der er im ersten Jahr in die Brandenburgliga aufstieg. In der Saison 2006/07 spielte er 25-mal für die Südbrandenburger und stand bis 2009 in deren Kader. Später spielt ere in der Altligamannschaft (Ü35) der SG Sielow und wurde mit der Mannschaft zweimal Kreismeister.

## Weiterer Werdegang mit Trainer- und berufliche Laufbahn
Seit September 2003 betreibt Sven Benken eine Fußballschule in Cottbus. Im Februar 2005 erwarb er die Trainer-A-Lizenz. Im Jahr 2007 gehörte Benken zu den Gründern des Jugendfußballvereins SV Cottbuser Krebse, dessen Präsident er bis 2013 war. Seit 2018 arbeitet er als Lehrer für Deutsch, Mathematik, Sport und WAT an der Traugott-Hirschberger-Grundschule in Lübbenau. Bei der Wahl zum Oberbürgermeister in Cottbus am 11. September 2022 trat Benken als Kandidat der Wählergruppe Unser Cottbus an und erreichte 5,9 Prozent der Stimmen.

## Erfolge
- DFB-Pokalsieger: 1999
- DFB-Pokalfinalist: 1997
- Aufstieg in die 2. Bundesliga: 1997